# 韋爾斯 (英國國會選區)
韋爾斯（英語：Wells），英國國會一郡選區，位於英格蘭西南部薩默塞特郡東北部，包括了門迪普西部和塞奇穆爾北部。
本區始設於1295年，1868年被撤前為應選兩席的自治市選區。1885年恢復以來，多數支持保守黨，自由黨—自民黨歷史只有三次當選紀錄。2010年大選中自民黨的泰莎·孟特以44.0%選票、800之差勝出該區首次當選。